# Juin 1711

## Naissances
7 juin
- François Jacquier (mort le 3 juillet 1788), mathématicien et physicien français

12 juin
- Louis Legrand (mort le 21 juillet 1780), théologien français

16 juin
- Pierre-Bernardin Thierry de La Prévalaye (mort le 26 décembre 1786), officier de marine et aristocrate français
- François-Louis de Pourroy de Lauberivière (mort le 20 août 1740), ecclésiastique français, évêque de Québec

23 juin
- Giovanni Battista Guadagnini (mort le 18 septembre 1786), un des plus remarquables luthiers de l'histoire

## Décès
1er juin
- Michel Chabert (né en 1648), officier de marine français

7 juin
- Henry Dodwell (né en octobre 1641), philologue et théologien irlandais

8 juin
- Katharina Lescailje (née le 26 septembre 1649), poétesse, traductrice et vendeuse de livres néerlandaise

9 juin
- Humbert de Precipiano (né le 12 septembre 1627), archevêque de Malines

16 juin
- Amélie de Courlande (née le 12 juin 1653), épouse du landgrave Charles Ier de Hesse-Cassel

19 juin
- Charles-Amador Martin (baptisé le 7 mars 1648), deuxième prêtre né en sol canadien

## Évènements
13 juin
- John Sheffield devient Lord président du Conseil

25 juin
- le Père Antoine-Jean Laval effectue l'ascension du Mont Ventoux de nuit dans le but de connaître la situation géographique du sommet
- Jean d'Estrées est reçu au Fauteuil 1 de l'Académie française
- Famille de La Chapelle